# 圣巴西利奥
圣巴西利奥（義大利語：San Basilio）是意大利撒丁大区南撒丁省的一个市镇。总面积44.83平方公里，人口1292人，人口密度28.8人/平方公里（2009年）。ISTAT代码为092054。